# 因不信任動議而下台的政府首腦列表
本列表列出所有由于不信任动议而下台的政府首脑

## 歐洲

### 奥地利
- 塞巴斯蒂安·库尔茨（2019年）

### 保加利亚
- 菲利普·季米特洛夫（1992年），失去信任投票

### 
- 蒂霍米爾·奧雷什科維奇（2016年），因利益衝突要求副总理（执政党主席）辞职后，在执政党引发的不信任投票中落败。

### 捷克
- 米雷克·托波拉内克（2009年）
- 伊日·鲁斯诺克（2013年）
- 安德烈·巴比什（2018年）

### 丹麦
- 克努德·克里斯滕森（英语：Knud Kristensen）（1947年）

### 爱沙尼亚
- 马尔特·拉尔（1994年）第一次内阁，由于违反与俄罗斯的合同，向伊奇克里亞車臣共和國出售俄罗斯卢布的股票。
- 塔维·罗伊瓦斯（2016年），因政党联盟成员离开而失去议会多数席位

### 芬兰
- 维耶诺·约翰内斯·苏克塞莱宁（英语：V. J. Sukselainen）（1957年）

### 法國
- 喬治·蓬皮杜（1962年）

### 德国
- 赫尔莫特·施密特（1982年）

### 爱尔兰
- 查爾斯·豪伊（1982年）
- 艾伯特·雷諾茲（1992年）

### 義大利
- 贝尼托·墨索里尼（1943年）[註 1]
- 阿明托雷·范范尼（1954年）
- 罗马诺·普罗迪（1998年、2008年）

### 科索沃
- 以沙·穆斯塔法（2017年）
- 阿尔宾·库尔蒂（2020年）

### 立陶宛
- 阿道法斯·什莱扎维丘斯（1996年）

### 馬爾他
- 劳伦斯·贡齐（2012年）

### 摩尔多瓦
- 瓦列留·斯特列萊茨（2015年）
- 馬婭·桑杜（2019年）

### 蒙特內哥羅
- 茲德拉夫科·克里沃卡皮奇（2022年）[1]

### 荷蘭
- Jo Cals（英语：Jo Cals）（1966年）
- 马克·吕特（2023年）

### 北賽普勒斯
- 伊尔森·屈曲克（2013年）

### 挪威
- 克里斯托弗·霍恩斯吕德（英语：Christopher Hornsrud）（1928年）
- 埃纳尔·基哈德森（1963年）
- 伊翁·吕恩（1963年）
- 科勒·伊萨赫森·维洛克（1986年）
- 謝爾·馬格納·邦德維克（2000年）

### 乌克兰
- 维克托·尤先科（2001年）
- 维克托·亚努科维奇（2004年）
- 尤莉婭·弗拉基米羅芙娜·季莫申科（2010年）

### 英国
- 诺斯勋爵（1782年）
- 斯坦利·鲍德温（1924年）
- 詹姆斯·卡拉汉（1979年）

### 西班牙
- 马里亚诺·拉霍伊（2018年）

## 美洲

### 加拿大
所有不信任动议而下台皆为少數派政府
- 约翰·麦当劳爵士（1873年）[來源請求]
- 阿瑟·米恩（1926年），失去信任供给
- 约翰·迪芬贝克（1963年），内阁分歧导致丧失信任供给
- 皮埃尔·特鲁多（1974年），失去信任供给
- 查尔斯·约瑟夫·克拉克（1979年），失去信任供给
- 保罗·马丁（2005年）
- 史蒂芬·哈珀（2011年）

### 海地
- 雅克-爱德华·亚历克西（2008年）
- 米歇尔·皮埃尔-路易（2009年）

### 秘魯
- 费尔南多·萨瓦拉（2017年）

## 亚洲

### 以色列
- 伊扎克·沙米尔（1990年）

### 印度
- 維什瓦納特·普拉塔普·辛格（1990年）
- 阿塔尔·比哈里·瓦杰帕伊（1999年）

### 日本
- 吉田茂（1948年、1953年）
- 大平正芳 (1980年)
- 宫泽喜一（1993年）

### 
- 谢尔盖·亚历山德罗维奇·捷列先科（1994年）

### 蒙古国
- 查希亚·额勒贝格道尔吉（1998年）

### 尼泊尔
- 謝爾·巴哈杜爾·德烏帕（1997年）
- Lokendra Bahadur Chand（英语：Lokendra Bahadur Chand）（1997年）
- 卡德加·普拉萨德·夏尔马·奥利（2021年）

### 巴基斯坦
- 伊姆兰·汗（2022年）

## 非洲

### 尼日尔
- 哈马·阿马杜（2007年）

## 大洋洲

### 
- 亚瑟·法登（1941年）

### 庫克群島
- 特里派·马奥阿特（英语：Terepai Maoate）（2003年）

### 马绍尔群岛
- 卡斯滕·内姆拉（2016年）

### 新西兰
- 托马斯·麦肯齐（英语：Thomas MacKenzie）（1912年）

### 
- Paias Wingti（英语：Paias Wingti）（1988年）

- 瑟奇·沃霍尔（2004年）

## 另見
- 信任供给

## 註解
1. ↑  法西斯大委员会通过格兰迪决议，而国王埃马努埃莱三世决定罢免墨索里尼，也就相当于

1. ↑  . balkans.aljazeera.net. 4 February 2022  [2022-02-04]. （原始内容存档于2022-02-18） （波斯尼亚语）.